# Waterloo & Robinson
Waterloo & Robinson is een Oostenrijks popduo.

## Carrière
Hans Kreuzmayr (°27 november 1945) is Waterloo. Sepp Krassnitzer (°15 april 1947) is Robinson. Ze leerden elkaar kennen in 1969 toen Sepp in de boetiek van Hans ging werken; al snel werd hun liefde voor muziek bekend. 
Met het lied Du kannst sehen wonnen ze in 1971 een talentenjacht. Daarop volgden de Europese hit Lili's Haus, Baby Blue en de wereldhit Hollywood. Met deze 2 liedjes behaalden ze afwisselend sinds juni 1974 de eerste 2 plaatsen in de Oostenrijkse Ö3-hitparade tot aan het einde van het jaar (een hitparade gebaseerd op ingestuurde briefkaarten). Omdat er geen einde kwam aan het succes van het duo werd de hitparade begin 1975 afgeschaft en kwam ze pas in 1981 met veranderde reglementen terug. 
In 1976 vertegenwoordigden ze Oostenrijk op het Eurovisiesongfestival in Den Haag met het lied My little world. Ze werden 5de (het 2de beste resultaat voor het land ooit, op de overwinning van Conchita Würst in 2014 na). Udo Jürgens werd in 1966 de eerste Oostenrijkse winnaar van het Eurovisiesongfestival. 
Ze maakten de film Wild land in Kenia in 1978. 
Hun succes verschoof zich intussen ook meer naar Duitsland, in 1979 was Do you remember Marianne niet echt een hit in Oostenrijk terwijl het in Duitsland op korte tijd goud behaalde. Het duo ging in 1981 uit elkaar. 
Waterloo had al snel weer succes met Im Land das Ewigkeit heißt, ook in Oostenrijk. Ook met Freiheit, Impossible Dream, Tod eines Traums, So a wunderschönes Leb'n haalde hij successen. 
Ook Robinson ging solo, maar had minder succes. Sinds 1989 trad het duo weer samen op voor concerten, ze bleven dit doen maar hadden ook nog hun eigen solo-projecten.
In 2004 deden ze nog eens mee aan de Oostenrijkse preselectie voor het songfestival, ze werden 2de met  You can change the world . 

## Discografie

### Albums
- 1974 – Sing my song
- 1975 - Please love me
- 1975 - Unsere Lieder
- 1976 - Songs
- 1976 - Clap your hands
- 1976 - The best of Waterloo & Robinson 1971 - 1976 (Doppelalbum)
- 1977 - Hollywood - The best of Waterloo & Robinson (nur in Deutschland)
- 1977 - Successen (nur in Niederlande)
- 1977 - Beautiful time
- 1977 - The Original
- 1977 - Weihnachten mit Waterloo & Robinson (Maxisingle)
- 1978 - Wild, wild land
- 1980 - Brand new start
- 1980 - Ich denke oft an...
- 1981 - Spiegelbilder
- 1982 - Unsere schönsten Lieder
- 1982 - Ihre 16 größten Erfolge
- 1988 - Poptakes
- 1992 - Weihnachten mit Waterloo & Robinson
- 1994 - Powertime
- 1995 - Private Collection
- 1998 – Master Series
- 1999 - Hollywood 2000
- 2002 - Marianne

### Singles
- 1971 - Du kannst sehen
- 1972 - Sag´ woher wehst du Wind
- 1972 - Lili´s Haus
- 1973 - Mamy & Dad
- 1973 - Sailor
- 1973 - Waterloo & Robinson Song
- 1974 - Baby Blue
- 1974 - Hollywood
- 1974 - Das war Hollywood von gestern
- 1974 - Midnight movie (nur in Großbritannien)
- 1975 - Old times again
- 1975 - Straßen der Nacht
- 1975 - Walk away
- 1975 - Geh zu ihr
- 1976 - My little world
- 1976 - Meine kleine Welt
- 1976 - Danke schön!
- 1976 - Sunday 16
- 1976 - My, my, my
- 1976 - Du bist frei
- 1977 - Hide away
- 1977 - Stille Nacht
- 1977 - Cadillac Cafe
- 1978 - Unser kleines Team
- 1978 - Im Garten Eden
- 1978 - Himmel, Donner, Arm und Zwirn
- 1978 - Chocolata
- 1978 - Bye, bye, bye little butterfly
- 1979 - Do you remember Marianne
- 1979 - Ich denk´ noch oft an Marianne
- 1979 - Sally, they´re selling the army
- 1980 - Du, die verkaufen die Army
- 1980 - Eleonora
- 1981 - Frühstück in Berlin
- 1992 - Barcelona
- 1996 - Crema
- 1997 - Write on
- 1998 - Willkommen Österreich
- 2000 - 2gether we r strong (Waterloo & Robinson feat. Panah)
- 2000 - In der schönen Weihnachtszeit (Waterloo & Robinson & Kindergarten Walding)
- 2002 - Na Naa.Nanana Live is life
- 2003 - Marilyn
- 2004 - You can change the world